# Петри, Франциска
Франциска Петри (нем. Franziska Petri; род. 7 августа 1973, Лейпциг, ГДР, ныне Германия) — немецкая актриса.

## Биография
Франциска Петри родилась 7 августа 1973 года в Лейпциге, на то время в Германской Демократической Республике (ГДР). В 1995 году она окончила Академию драматического искусства имени Эрнста Буша в Берлине. Студенткой дебютировала на телевидении в сериалах «Операция Медуза», «Убийство красной Риты» и «Проклятие Анны». Первым кинофильмом с ее участием стала драматическая комедия «Большой Мамбо» (1998), что открывала 48-й Берлинский международный кинофестиваль. С 1995 года Петри является актрисой берлинского Театра Шиллера.
В 2011 году Франциска Петри сыграла главную роль в фильме российского режиссера Кирилла Серебренникова «Измена», премьера которого состоялась на Венецианском кинофестивале 2012 года, где он принимал участие в официальной конкурсной программе. За актерское мастерство в этой картине актриса была награждена призами за лучшую женскую роль на кинофестивале 2012 года в Абу-Даби и Таллиннском кинофестивале «Тёмные ночи».
В 2013 году Петри входила в состав главного международного жюри 4-го Одесского международного кинофестиваля, возглавляемого Александром Роднянским.
В 2017 году Франциска Петри была приглашена на главную женскую роль детектива Интерпола Ивонн Барт в мистическом триллере режиссера Любомира Левицкого «Эгрегор», выход на экраны которого планируется в конце 2018 года.